# مولناسچود
مولناسچود (به مجاری:  Molnaszecsőd) یک شهرداری در مجارستان است که در شهرستان واش واقع شده‌است. مولناسچود ۱۱٫۶۹ کیلومتر مربع مساحت دارد.